# Beanley
Beanley – przysiółek w Anglii, w hrabstwie Northumberland, w dystrykcie (unitary authority) Northumberland, w civil parish Hedgeley. Leży 57 km na północ od miasta Newcastle upon Tyne i 454 km na północ od Londynu. W 1951 roku civil parish liczyła 53 mieszkańców.